# Vocinblù
Vocinblù è un gruppo vocale femminile "a cappella" nato nel 1994 a Bologna sotto la guida di Luisa Cottifogli.

## Storia
Le componenti del gruppo bolognese Vocinblù provengono da espressioni artistiche e musicali diverse: musica classica  e antica, teatro musicale e di prosa, jazz, musica etnica e leggera.
Il percorso delle Vocinblù passa da arrangiamenti per voce di brani strumentali classici al rock, dal song americano e dal jazz fino al repertorio antico, utilizzando la voce come strumenti di una piccola orchestra, riprendendo l'antica tradizione del canto a cappella che trova le sue origini nel canto madrigalistico, nell'emissione popolare e liturgica, nel canto gregoriano o anche nelle più recenti esperienze di gruppi come i Take 6, le Sweet Honey on the Rock, le Zap Mama o i Swingle Singers. Gli arrangiamenti sono delle Vocinblù, di Marco Biscarini e Aurelio Zarrelli.
Il gruppo ha partecipato a numerose rassegne musicali e teatrali in diverse località italiane e straniere presentando Dal Rinascimento al Rock tutto d'un fiato. In particolare ha presentato concerti presso:
Bologna Sogna Open Festival, NostraDea-Workshop di scrittura scenica al femminile (Bologna), Restate (Reggio Emilia), Estate musicale (Sulmona), Girovagando in musica (Brescia), Corti Chiese e Cortili (provincia di Bologna), Agosto musica (Riva del Garda), Concorso internazionale A.GI.MUs (Istituto Pontificio di Musica Sacra in Roma), Istituto di Cultura Italiana (Innsbruck), Vinitaly (Verona), Teatro Valli (Reggio Emilia), Teatro Testoni (Bologna), Cesena Estate, Accademia Filarmonica di Bologna.
Il gruppo ha inoltre partecipato alla trasmissione televisiva Taxi di Rai 3, curata da Lucio Dalla.
Nel 1995 ha collaborato con la compagnia di Glauco Mauri nell'allestimento e presentazione de La tempesta di William Shakespeare presso il Teatro Romano di Verona. 
Le musiche composte da Arturo Annechino ed eseguite dalle Vocinblù sono state poi utilizzate dalla Compagnia Glauco Mauri nell'allestimento 1997/98 de La Tempesta presso il Teatro Ariosto di Reggio Emilia e il Teatro Arena del Sole di Bologna.
Vocinblù ha collaborato al disco di Monsignor Emmanuel Milingo Gubudu Gubudu (Pressing, 1995) e a Macramè, di Ivano Fossati (Columbia-Sony, 1996).

## Formazione
- Luisa Cottifogli
- Grazia Fontanesi
- Frida Forlani
- Manuela Rasori
- Chiara Stanghellini
- Silvia Testoni

## Discografia
Collaborazione ai dischi:
- Gubudu Gubudu (di Monsignor Milingo)
- Macramè (di Ivano Fossati)

## Fonti
- Rassegna stampa del disco "Macramè" di Ivano Fossati: http://www.ivanofossati.net/stampa1.html
- Locandina de "La Tempesta", Teatro Romano di Verona, Compagnia Glauco Mauri: http://www.mauristurno.it/teatrografia/1995tempesta/1995tempesta.pdf
- Articolo su "La Tempesta" di Carlo Maria Pensa, FAMIGLIA CRISTIANA - 13/9/95